# Atlymcultuur
De Atlymcultuur (Russisch: Атлымская культура) was een archeologische cultuur van de bronstijd (12e tot 8e eeuw v.Chr.), die wijdverspreid was in de taiga-zone van West-Siberië. De cultuur werd voor het eerst beschreven door Jevgeni Vasiljev in 1982.
De basis van de economie was de jacht en de zeer efficiënte visserij met behulp van netten. De materiële cultuur wordt met name vertegenwoordigd door aardewerk. Bronzen artefacten komen niet veel voor ook zijn er geen begraafplaatsen bekend. In de artefacten is de invloed van de Andronovocultuur zichtbaar.
Volgens sommige geleerden ging de Alymcultuur over in de Gamajoencultuur en, in mindere mate, de Koelajkacultuur. Sommige afstammelingen van de Altymcultuur werden gedwongen om naar de regio's van de subpolaire Trans-Oeral te verhuizen (Oest-Poloejcultuur).